# Torneo di scacchi di Hastings

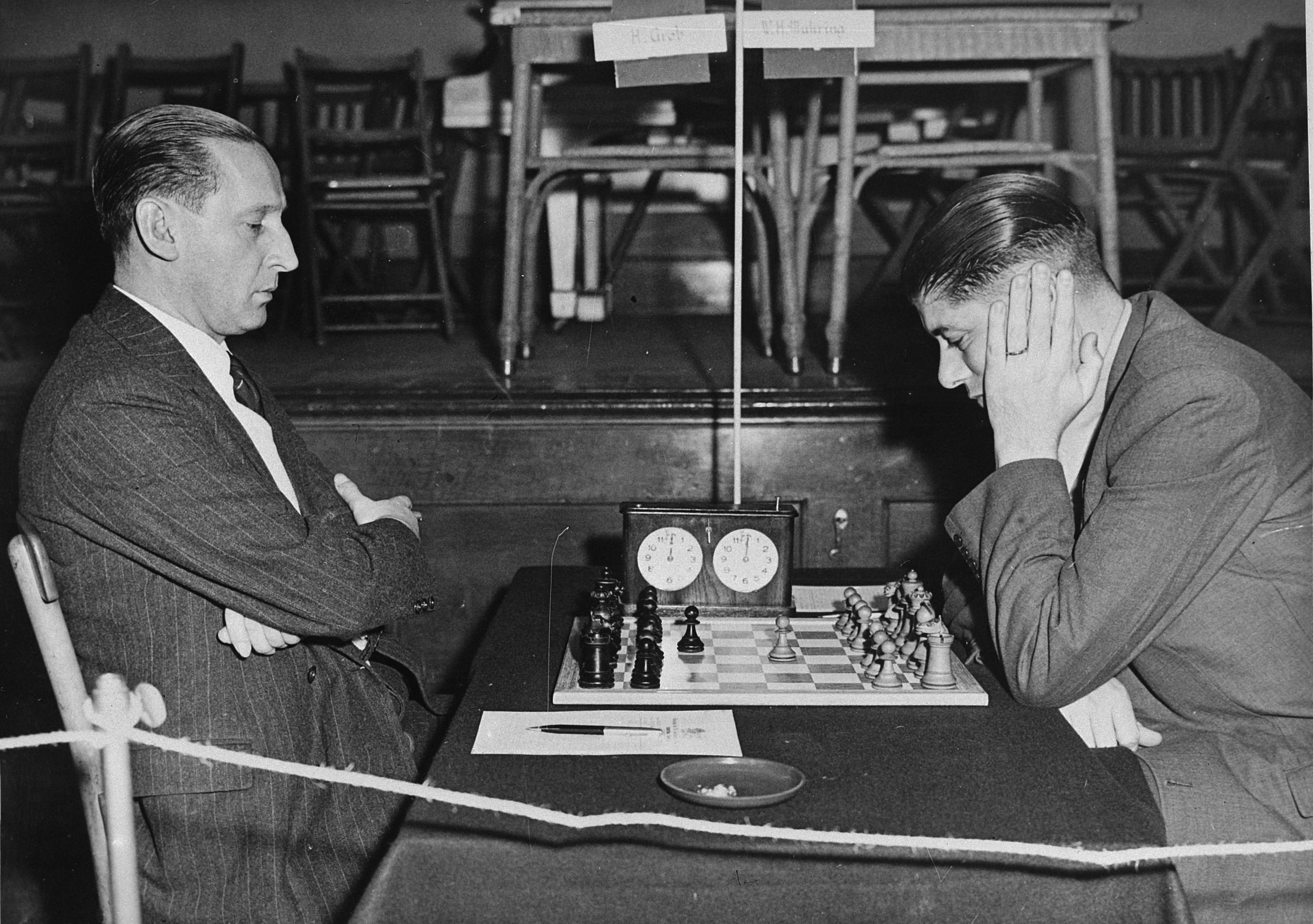
Henri Grob vs Willem Muhring, Hastings 1947/48

Il Torneo internazionale di scacchi di Hastings (nome ufficiale: Caplin Hastings International Chess Congress) è un importante torneo di scacchi che si gioca tutti gli anni ad Hastings nel periodo di capodanno.
La lunga serie di questi tornei (è il torneo di più lunga data giocato continuativamente) è iniziata nel 1921 ed è stata interrotta solo negli anni della II guerra mondiale, dal 1940 al 1945.
Quasi tutti i grandi campioni hanno partecipato almeno una volta a questo importante appuntamento: tra questi si possono citare Wilhelm Steinitz e Emanuel Lasker nel 1895, Capablanca (tre volte dal 1919 al 1934), Alechin (quattro volte dal 1922 al 1936), Euwe (quattro volte), Michail Botvinnik, Vasilij Smyslov, Michail Tal', Svetozar Gligorić, Tigran Petrosian, Boris Spasskij, Viktor Korčnoj e Anatolij Karpov.
Il torneo principale, chiamato Hastings Premier, è ad inviti e si gioca normalmente tra 10-16 giocatori a doppio turno. Si gioca anche un torneo secondario aperto a tutti, chiamato Hastings Challengers. Il vincitore del torneo Challengers ottiene il diritto di partecipare l'anno successivo al torneo principale.

## Vincitori del torneo principale
Il torneo di Hastings 1895, capostipite di questo torneo, non è incluso nell'elenco perché era un torneo estivo e non giocato a capodanno come tutti gli altri.
| #  | Anno    | Vincitore                                                      |
| -- | ------- | -------------------------------------------------------------- |
| 1  | 1920-21 | Frederick Yates                                                |
| 2  | 1921-22 | Boris Kostić[1]                                                |
| 3  | 1922-23 | Akiba Rubinstein                                               |
| 4  | 1923-24 | Max Euwe                                                       |
| 5  | 1924-25 | Géza Maróczy Savelij Tartakover                                |
| 6  | 1925-26 | Aleksandr Alechin Milan Vidmar                                 |
| 7  | 1926-27 | Xavier Tartakover                                              |
| 8  | 1927-28 | Xavier Tartakover                                              |
| 9  | 1928-29 | Edgar Colle Frank Marshall Sándor Takács                       |
| 10 | 1929-30 | José Raúl Capablanca                                           |
| 11 | 1930-31 | Max Euwe                                                       |
| 12 | 1931-32 | Salo Flohr                                                     |
| 13 | 1932-33 | Salo Flohr                                                     |
| 14 | 1933-34 | Salo Flohr                                                     |
| 15 | 1934-35 | Max Euwe George Alan Thomas Salo Flohr                         |
| 16 | 1935-36 | Reuben Fine                                                    |
| 17 | 1936-37 | Aleksandr Alechin                                              |
| 18 | 1937-38 | Samuel Reshevsky                                               |
| 19 | 1938-39 | László Szabó                                                   |
| 20 | 1939-40 | Frank Parr                                                     |
| 21 | 1945-46 | Xavier Tartakover                                              |
| 22 | 1946-47 | C.H.O' D. Alexander                                            |
| 23 | 1947-48 | László Szabó                                                   |
| 24 | 1948-49 | Nicolas Rossolimo                                              |
| 25 | 1949-50 | László Szabó                                                   |
| 26 | 1950-51 | Wolfgang Unzicker                                              |
| 27 | 1951-52 | Svetozar Gligorić                                              |
| 28 | 1952-53 | Harry Golombek Antonio Medina Jonathan Penrose Daniel Yanofsky |
| 29 | 1953-54 | C.H.O' D. Alexander David Bronštejn                            |
| 30 | 1954-55 | Paul Keres Vassily Smyslov                                     |
| 31 | 1955-56 | Viktor Korčnoj Friðrik Ólafsson                                |
| 32 | 1956-57 | Svetozar Gligorić Bent Larsen                                  |
| 33 | 1957-58 | Paul Keres                                                     |
| 34 | 1958-59 | Wolfgang Uhlmann                                               |
| 35 | 1959-60 | Svetozar Gligorić                                              |
| 36 | 1960-61 | Svetozar Gligorić                                              |
| 37 | 1961-62 | Michail Botvinnik                                              |
| 38 | 1962-63 | Svetozar Gligorić Alexander Kotov                              |
| 39 | 1963-64 | Michail Tal'                                                   |
| 40 | 1964-65 | Paul Keres                                                     |
| 41 | 1965-66 | Boris Spasskij Wolfgang Uhlmann                                |
| 42 | 1966-67 | Michail Botvinnik                                              |
| 43 | 1967-68 | Florin Gheorghiu Vlastimil Hort Leonid Stein                   |
| 44 | 1968-69 | Vassily Smyslov                                                |
| 45 | 1969-70 | Lajos Portisch                                                 |
| 46 | 1970-71 | Lajos Portisch                                                 |
| 47 | 1971-72 | Anatolij Karpov Viktor Korčnoj                                 |
| 48 | 1972-73 | Bent Larsen                                                    |
| 49 | 1973-74 | Gennadij Kuzmin László Szabó Michail Tal' Jan Timman           |
| 50 | 1974-75 | Vlastimil Hort                                                 |
| 51 | 1975-76 | David Bronštejn Vlastimil Hort Wolfgang Uhlmann                |
| 52 | 1976-77 | Oleg Romanishin                                                |
| 53 | 1977-78 | Roman Dzindzichashvili                                         |
| 54 | 1978-79 | Ulf Andersson                                                  |
| 55 | 1979-80 | Ulf Andersson John Nunn                                        |
| #  | Anno    | Vincitore                                                                                                |
| -- | ------- | --- |
| 56 | 1980-81 | Ulf Andersson                                                                                            |
| 57 | 1981-82 | Viktar Kuprėjčyk                                                                                         |
| 58 | 1982-83 | Rafayel Vahanyan                                                                                         |
| 59 | 1983-84 | Lars Karlsson Jonathan Speelman                                                                          |
| 60 | 1984-85 | Evgenij Svešnikov                                                                                        |
| 61 | 1985-86 | Margeir Pétursson                                                                                        |
| 62 | 1986-87 | Murray Chandler Bent Larsen Smbat Lpowtyan Jonathan Speelman                                             |
| 63 | 1987-88 | Nigel Short                                                                                              |
| 64 | 1988-89 | Nigel Short                                                                                              |
| 65 | 1989-90 | Sergej Dolmatov                                                                                          |
| 66 | 1990-91 | Evgenij Bareev                                                                                           |
| 67 | 1991-92 | Evgenij Bareev                                                                                           |
| 68 | 1992-93 | Judit Polgár Evgenij Bareev                                                                              |
| 69 | 1993-94 | John Nunn                                                                                                |
| 70 | 1994-95 | Thomas Luther                                                                                            |
| 71 | 1995-96 | Stuart Conquest Alexander Khalifman Bogdan Lalić                                                         |
| 72 | 1996-97 | Mark Hebden John Nunn Eduardas Rozentalis                                                                |
| 73 | 1997-98 | Matthew Sadler                                                                                           |
| 74 | 1998-99 | Ivan Sokolov                                                                                             |
| 75 | 1999-00 | Emil Sutovskij                                                                                           |
| 76 | 2000-01 | Stuart Conquest Krishnan Sasikiran                                                                       |
| 77 | 2001-02 | Alexei Barsov Pentala Harikrishna Krishnan Sasikiran                                                     |
| 78 | 2002-03 | Peter Heine Nielsen                                                                                      |
| 79 | 2003-04 | Vassilios Kotronias Jonathan Rowson                                                                      |
| 80 | 2004-05 | Vladimir Belov                                                                                           |
| 81 | 2005-06 | Valerij Nevjerov                                                                                         |
| 82 | 2006-07 | Merab Gagunashvili Valerij Nevjerov                                                                      |
| 83 | 2007-08 | Vadym Malachatko Nicat Məmmədov Valerij Nevjerov                                                         |
| 84 | 2008-09 | Igor Kurnosov                                                                                            |
| 85 | 2009-10 | Andrei Istrăţescu Édouard Romain David Howell Mark Hebden                                                |
| 86 | 2010-11 | Deep Sengupta                                                                                            |
| 87 | 2011-12 | Wang Yue                                                                                                 |
| 88 | 2012-13 | Gawain Jones                                                                                             |
| 89 | 2013-14 | Mikheil Mchedlishvili Igor Khenkin Ma Qun Jahongir Vakhidov Mark Hebden Justin Sarkar Jovica Radovanović |
| 90 | 2014-15 | Jun Zhao                                                                                                 |
| 91 | 2015-16 | Aleksander Mista Jahongir Vakhidov                                                                       |
| 92 | 2016-17 | Deep Sengupta                                                                                            |
| 93 | 2017-18 | Deep Sengupta Lou Yiping                                                                                 |
| 94 | 2018-19 | Oleg Korneev Šarūnas Šulskis Daniel Gormally Martin Petrov Aleksander Černjaev Conor E. Murphy           |
| 95 | 2019-20 | Magesh Panchanathan                                                                                      |
| 96 | 2022-23 | Šarūnas Šulskis                                                                                          |
| 97 | 2023-24 | Abhijeet Gupta                                                                                           |
| 98 | 2024-25 | Haowen Xue                                                                                               |

Plurivincitori:
- 5 vittorie:  Svetozar Gligorić
- 4 vittorie:  Salo Flohr, László Szabó, Savelij Tartakover
- 3 vittorie:  Ulf Andersson, Evgenij Bareev, Max Euwe, Paul Keres, Valerij Nevjerov, John Nunn, Deep Sengupta
- 2 vittorie:  Aleksandr Alechin, C.H.O.D. Alexander, Michail Botvinnik, Stuart Conquest, Mark Hebden, Vlastimil Hort, David Howell, Viktor Korčnoj, Bent Larsen, Lajos Portisch, Krishnan Sasikiran, Vasilij Smyslov, Michail Tal', Nigel Short, Jahongir Vakhidov, Šarūnas Šulskis.